# Халдейська католицька церква
Халде́йська католи́цька це́рква (сир. ܥܕܬܐ ܟܠܕܝܬܐ ܩܬܘܠܝܩܝܬܐ, трансліт. ʿīdtha kaldetha qāthuliqetha; араб. الكنيسة الكلدانية, трансліт. al-Kanīsa al-kaldāniyya; лат. Ecclesia Chaldaeorum Catholica, дос. «Католицька церква Халдеїв») — східно-католицький патріархат sui juris, який знаходиться в повному євхаристійному спілкуванні з Латинською церквою, так і з 22 іншими східно-католицькими церквами, утворюючи разом Католицьку церкву. Одна з гілок Церкви Сходу. Очолює церкву халдейський католицький патріарх Вавилона. Використовує у своїй літургії східносирійський обряд сирійською мовою та григоріанський календар, вона є частиною сирійського християнства. Штаб-квартира в соборі Марії-Матері Скорботи, Багдад, Ірак, з 1950 року очолює Католикос-Патріарх Луї Рафаель I Сако. У 2010 році членство в ньому становило 490 371, з них 310 235 (63,27%) проживали на Близькому Сході (переважно в Іраку).
Комісія США з питань міжнародної свободи віросповідання повідомляє, що, за даними Іракського християнського фонду, агенції Халдейської католицької церкви, приблизно 80% іракських християн належать до цієї церкви. У власному звіті за релігійну свободу за 2018 рік Державний департамент США визначив частку халдейських католиків у приблизно 67% від іракських християн. Керівництво Єврокомісії з питань притулку у 2019 році щодо Іраку надає ту саму інформацію, що і Державний департамент США.

## Походження
Халдейська католицька церква виникла після розколу в Церкві Сходу. У 1552 р. встановлені «лінії Елії» патріархів виступив суперник-патріарх Сулака, який ініціював те, що називається «лінією Шимуна». Він і його ранні наступники увійшли в спілкування з Католицькою церквою, але протягом більш ніж століття послабили зв'язок з Римом, і за Шимуна XIII Дінка відкрито відмовився від нього в 1672 році, прийнявши віросповідання, яке суперечило Риму, тоді як вони зберігали свою незалежність від «лінії Елії». Потім керівництво тими, хто бажав спілкуватися з Римом, перейшло до архієпископа Аміда Йосифа I, визнаного католицьким патріархом спочатку турецькими цивільними властями (1677), а потім самим Римом (1681). Півтора століття пізніше, у 1830 році, Рим присвоїв керівництво католиками Йоханнану Хормізду. Член сім'ї «лінії Елії»: він виступив проти Елії XII (1778–1804), останнього з цієї лінії, який обирався звичайним чином патріархом, сам був обраний нерегулярно в 1780 році, як і Сулака в 1552 році, і переміг до спілкування з Римом більшість послідовників лінії Елії. «Лінія Шімуна», яка в 1553 році вступила в спілкування з Римом і розірвала її в 1672 році, тепер є церквою, яка в 1976 році офіційно прийняла назву «Ассирійська церква Сходу», тоді як член «лінії Елії» є частина серії патріархів Халдейської католицької церкви.

## Опис «халдейський»
Протягом багатьох століть, принаймні з часів Єроніма (бл. 347-420), термін «халдейський» вказував на арамейську мову і все ще був звичайною назвою в XIX столітті. Лише в 1445 році це стало вживатися в значенні носіїв арамейської мови у спілкуванні з Католицькою церквою на підставі указу Флорентійського собору, який прийняв сповідання віри, яке Тимотей, митрополит арамейських носіїв на Кіпрі, зробив арамейською мовою, який постановив, що «ніхто в майбутньому не наважиться називати [...] халдеїв, несторіян». Раніше, коли ще не було носіїв католицької арамейської мови месопотамського походження, термін «халдейський» застосовувався з явним посиланням на їх «несторіанську» релігію. Так Жак де Вітрі писав про них у 1220/1 р., Що «вони заперечували, що Марія була Богородицею, і стверджували, що Христос існував у двох особах. Вони освячували квашений хліб і використовували «халдейську» (сирійську) мову». Указ Флорентійського собору був спрямований проти використання «халдеїв» для позначення «некатоликів».
Поза використання Католицької церкви, термін «халдейський» продовжував застосовуватися до всіх асоційованих зі східною традицією Церкви, незалежно від того, були вони в спілкуванні з Римом чи ні. Він вказував не расу чи національність, а лише мову чи релігію. Протягом XIX століття він продовжував використовуватися східносирійськими християнами, будь то «несторіанці» чи католики і це використання продовжувалось і в XX столітті. У 1852 році Джордж Персі Барсук відрізняв тих, кого він називав халдеями, від тих, кого він називав несторіанами, але лише за релігією, ніколи не за мовою, расою чи національністю.
Патріарх Халдейської католицької церкви Рафаель I Бідавід (1989–2003), який прийняв термін «ассирійський» як опис своєї національності, прокоментував: «Коли частина Церкви Сходу стала католицькою в XVII столітті, назва до церкви був «халдейський», заснований на царях волхвів, які, на думку деяких людей, походили з колишньої землі Халдеїв, до Вифлеєму. Назва «халдейська» не означає етнічну приналежность, а лише церкву [...] Ми повинні відокремити, що таке етнічна приналежність, а що релігія [...] Я сам, моя секта халдейська, але за етнічним принципом я асирієце». Раніше він сказав: "До того, як я став священиком, я був ассирійцем, до того, як стати єпископом, я був ассирійцем, я асирійцем сьогодні, завтра, назавжди, і пишаюся цим".

## Історія

### Церква Сходу

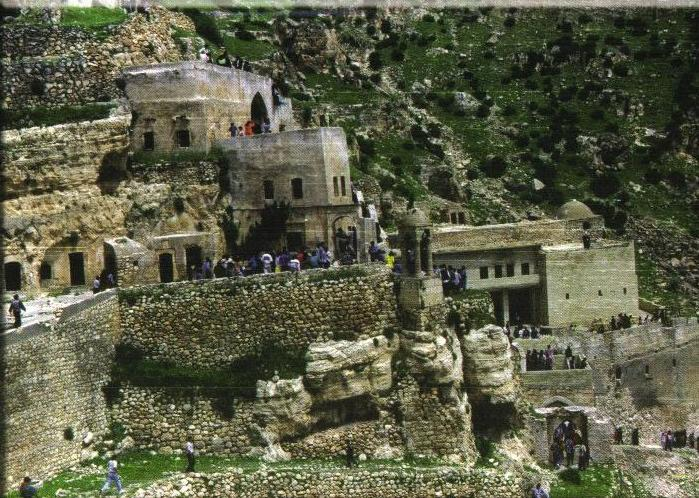
Монастир Раббан Гормізд, у горах на північний схід від Алкоша, історично найвизначнішого монастиря халдейської католицької церкви.

Халдейська католицька церква веде свій початок від Церкви Сходу, яка була заснована в Парфянській імперії. У «Діяннях Апостолів» згадується парфян як тих, кому апостоли проповідували в день П'ятидесятниці (Дії 2: 9. Апостол Тома, Тадей з Едеси та апостол Варфоломій вважаються його засновниками. Одна з сучасних Церков той похвальник, що походить з нього, каже, що про «Церкву у Вавилоні» говориться в 1 Петра 5:13 і що він її відвідав.
Під владою Сасанідської імперії, що скинула парфян у 224 році, Східна Церква продовжувала розвивати свою відмітну ідентичність, використовуючи сирійську мову та сирійську писемність. Один «перський» єпископ був на Першому Нікейському соборі (325). Немає жодної згадки про участь персів у Першому Константинопольському соборі (381 р.), В якому також не була задіяна західна частина Римської імперії.
Собор Селевкиї-Ктезіфон 410 р., що відбувся в столиці Сасанії, визнав єпископа міста Ісааком Католикосом, який має повноваження у всій Церкві Сходу. Постійні військові конфлікти між сасанійцями та тодішньою християнізованою Римською імперією змусили персів запідозрити Церкву Сходу у співчутті ворогу. Це, у свою чергу, спонукало Східну Церкву дедалі більше віддалятися від церкви в Римській імперії. Хоча в мирний час їх 420 собор чітко прийняв укази деяких "західних" рад, включаючи Нікейський, у 424 р. Вони визначили, що відтепер вони будуть посилатись на дисциплінарні чи богословські проблеми ніякій зовнішній владі, особливо не будь-якій «західній» єпископ чи собор.
Богословська суперечка, що послідувала за Ефеським собором у 431 р., стала поворотним моментом в історії Східної Церкви. Собор засудив як єретичну христологію Несторія, небажання якої присвоїти Діві Марії титул Богородиці «Богоносець, Богородиця» було сприйнято як свідчення того, що він вважав, що присутні дві окремі особи (на відміну від двох об'єднаних натур) всередині Христа. Сасанійський імператор надав притулок тим, хто в несторіанському схизмі відкинув декрети Ефеського собору, що були запроваджені у Візантійській імперії. У 484 році він стратив проримського католикоса Бабовая. Під впливом Барсауми, єпископа Нісібіського, Східна Церква офіційно прийняла як нормативне вчення не самого Несторія, але його вчителя Теодора Мопсуестійського, чиї праці Константинопольський Собор 553 року засудив як несторіанські, але деякі сучасні вчені вважають їх як правовірні. Посада, призначена таким чином Теодору в Східній Церкві, була підкріплена в кількох наступних синодах, незважаючи на протилежне вчення Генани Адіабемського.
Після розколу із Заходом та прийняття теології, яке деякі називали несторіанством, Східна Церква швидко розширювалася в середньовічний період завдяки місіонерській діяльності. Між 500 і 1400 рр. його географічний горизонт простягався далеко за межі його центральної частини в сучасному північному Іраку, на північному сході Сирії та південному сході Туреччини, створюючи громади по всій Центральній Азії та до Китаю, про що свідчить Несторіанська стела, табличка династії Тан китайською мовою датована 781 роком, що задокументувала 150 років християнської історії в Китаї. Їх найтривалішим доповненням стали християни Святого Томи з узбережжя Малабара в Індії, де вони мали близько 10 мільйонів послідовників.
Однак занепад вже настав за часів Яхбаллахи III (1281–1317), коли Церква Сходу досягла найбільших географічних масштабів, вона мала в Південному та Центральному Іраці, та в Південній, Центральній та Східній Персії лише чотири єпархії, коли наприкінці ІХ століття в ньому було принаймні 54, а сам Яхбаллаха загинув від рук мусульманського натовпу.
Близько 1400 р. турко-монгольський кочовий завойовник Тимур вийшов з Євразійського степу, щоб очолити військові кампанії по Західній, Південній та Центральній Азії, остаточно захопивши більшу частину мусульманського світу після розгрому мамелюків Єгипту та Сирії, Османської імперії та занепадаючого Делійського султанату. Завоювання Тимура спустошили більшість єврейських єпископств і зруйнували 4000-річну культурну та релігійну столицю Ассура. Після руйнувань, спричинених Тимуром, масивна та організована структура Несторіанської церкви значною мірою була зведена до регіону її походження, за винятком християн Святого Томи в Індії.

### Схизма 1552

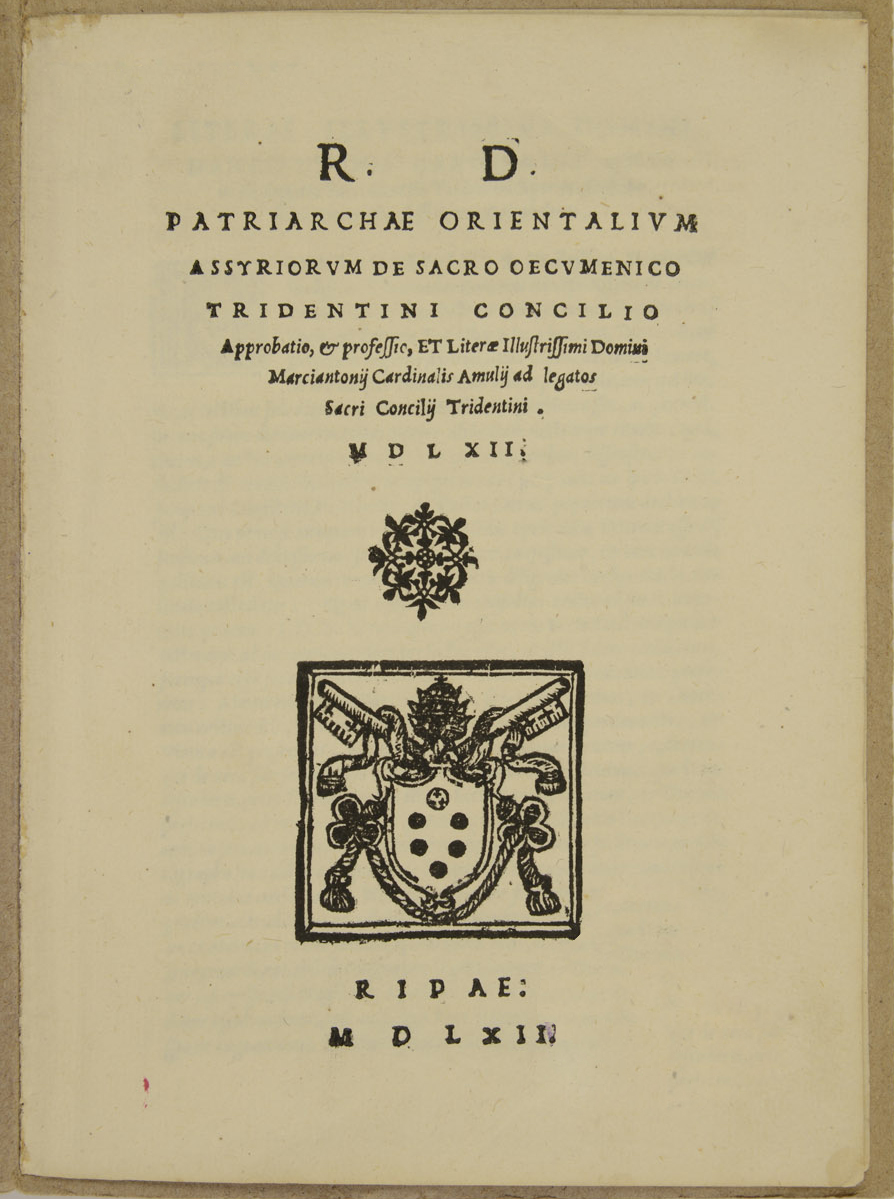
Вірчі грамоти Абдішо IV Марона, наступника Сулаки, Тридентського собору 1562 р.

Церква Сходу бачила багато суперечок щодо становища Католикоса. Синод у 539 р. Вирішив, що жоден із двох заявників — Єлисей та Нарсай, яких обрали конкуруючі групи єпископів у 524 р., Не є законним. Подібні конфлікти відбулися між Барсаумою та Акацієм із Селевкії-Ктезіфона, а також між Гнанішо І та Йоханнаном прокаженим. Конфлікт 1552 року відбувся не просто між двома особами, а поширився на дві конкуруючі лінії патріархів, подібно до розколу 1964 року між тим, що зараз називають Ассирійською та Стародавньою Церквою Сходу.
Незгода щодо практики спадкової спадкоємності Патріархату (як правило, від дядька до племінника) призвела до акції в 1552 р. Групою єпископів із північних областей Аміду і Салмас, які обрали своїм суперником патріарха абата монастиря Равбан Хормізд (який була резиденцією Патріарха) Йоханнан Сулака. «Для зміцнення позиції свого кандидата єпископи відправили його до Риму для переговорів про новий союз». За традицією патріарха міг бути рукоположений лише хтось архієпископського (митрополичого) рангу, чину, до якого підвищувались лише члени цієї однієї родини. Тож Сулака поїхав до Риму, де, представлений як новий обраний патріарх, він вступив у спілкування з католицькою церквою і був висвячений Папою Римським і визнаний патріархом. Титул або опис, під яким він був визнаний патріархом, по-різному дається як «патріарх Мосула у Східній Сирії»; «Патріарх церкви халдеїв Мосула»; «Патріарх халдейський»; «патріарх Мосула»; або «патріарх східних ассирійців», останньою є версія, подана П'єтро Строцці на другій останній ненумерованій сторінці перед сторінкою 1 його «De Dogmatibus Chaldaeorum», переклад з якої англійською мовою подано в «Мала східна церква» Адріана Фортеску. «Східних ассирійців», яких, якщо не католиками, вважали несторіанами, відрізняли від «західних ассирійців» (тих, хто знаходився на захід від річки Тигр), на яких сприймали якобітів. Саме як патріарх «східних ассирійців» наступник Сулаки Абдішо IV Марон був акредитований для участі у Тредентському соборі.
Таким чином, імена, що вже використовуються (за винятком «несторіанської»), були застосовані до існуючої церкви (не нової), щодо якої прохання про освячення її патріарха було зроблено емісарами, які створили враження, що патріарший престол вакантний.
Того ж року Шімун VIII Йоханнан Сулака повернувся додому і, не маючи можливості заволодіти традиційним патріаршим місцем поблизу Алькоша, проживав в Аміді. Перш ніж бути смертним за ініціативою партизанів Патріарха, від якого він відірвався, він висвятив двох митрополитів та трьох інших єпископів, тим самим започаткувавши нову церковну ієрархію під так званою «лінією Шімуна» патріархів, які незабаром переїхав з Аміду на схід, оселившись після багатьох втручалися місць, в ізольованому селі Кочаніс під владою Персів.

### Наступні предстоятелі тих, хто спілкується з Римом
Найперші наступники Сулаки увійшли в спілкування з католицькою церквою, але протягом століття їх зв'язок з Римом слабшав. Останні, хто вимагав офіційного папського визнання, померли в 1600 р. Вони прийняли спадкову спадщину патріархату, протидія якій спричинила розкол 1552 р. У 1672 році Шімун XIII Дінкха офіційно розірвав спілкування з Римом, прийнявши віросповідання, яке суперечило римському, в той час як він зберігав свою незалежність від «лінії Елії» патріархів, що базується на Алькоші. «Лінія Шімуна» з часом стала патріархальною лінією того, що з 1976 року офіційно називається Ассирійською церквою Сходу.
Тоді керівництво тих, хто бажав бути в спілкуванні з Римом, перейшло до архієпископа Йосида Амідського. У 1677 р. Його керівництво було визнане спочатку турецькою цивільною владою, а потім у 1681 р. Римом. (До тих пір влада патріарха Алкош над Амідом, який був резиденцією Сулаки, але від якого його наступники відмовились, маючи переїзд на схід до Сефевідського Ірану, була прийнята турецькою владою.)
Усі (не спадкові) наступники серед Йосипа I, який у 1696 р. Подав у відставку за станом здоров'я і прожив у Римі до 1707 р., Прийняли ім'я Йосип: Йосип II (1696-1713), Йосип III (1713-1757), Йосип IV (1757–1781). З цієї причини вони відомі як «лінія Йосифа». Йосип IV подав у відставку в 1780 р., І вона була прийнята в 1781 р., Після чого він передав управління патріархатом своєму племіннику, ще не єпископу, і пішов до Риму, де прожив до 1791 р.
Призначення племінника патріархом могло б виглядати як прийняття принципу спадкової спадкоємності. Крім того, «лінія Елії» Алькоша наближалася до Риму, а прокатолицька фракція серед його послідовників ставала переважаючою. З різних причин, у тому числі церковної та політичної турбулентності в Європі після Французької революції, Рим довгий час не міг вибирати між двома конкуруючими претендентами на голову халдейських католиків.
Прийняття «лінією Шимуна» патріархів несторіанської доктрини 1672 року в деяких областях супроводжувалось широким прийняттям протилежної христології, підтриманої в Римі. Це сталося не лише в районі Амід-Мардін, для якого згідно з указом Туреччини Йосиф I був патріархом, але і в місті Мосул, де до 1700 р. Майже всі східносирійці були католиками. Монастир Раббан Хормізд, який був резиденцією «лінії Елії» патріархів, знаходиться в 2 км від села Алкош і приблизно в 45 км на північ від міста Мосул
З огляду на цю ситуацію Патріарх Ілія XI писав Папі Римському в 1735, 1749 і 1756 рр., Просячи союзу. Потім, у 1771 році, він і призначений ним наступник Ішоябб прийняли віровизнання, яке прийняв Рим, встановивши тим самим спілкування в принципі. Коли Елія XI помер у 1778 році, митрополити визнали його наступником Ішоябба, який відповідно взяв ім'я Елія (Елія XII). Щоб заручитися підтримкою, Елія зробив професію католицької віри, але майже відразу відмовився від неї і заявив про свою підтримку традиціоналістської (несторіанської) точки зору.
Йоханнан Хормізд, член сім'ї «лінії Елії», виступив проти Елії XII (1778-1804), останнього з цієї лінії, який був обраний звичайним чином патріархом. У 1780 р. Йоханнан був нерегулярно обраний патріархом, як це було Сулака в 1552 р. Він переміг до спілкування з Римом більшість послідовників «лінії Елії». Святий Престол не визнав його патріархом, але в 1791 році призначив архієпископом Аміда та адміністратором католицького патріархату. Бурхливі протести племінника Йосипа IV, який тоді був у Римі, та підозри інших людей щодо щирості навернення Йоханнана перешкодили здійсненню цього. У 1793 році було домовлено про те, що Йоханнан повинен виїхати з Аміду до Мосула, митрополит бачить, що він уже обіймав посаду, але посада патріарха не буде призначена його супернику, племіннику Йосипа IV. У 1802 році останній був призначений митрополитом Аміду та адміністратором патріархату, але не патріархом. Тим не менше, він став широко відомим як Джозеф V. Він помер у 1828 р. Суперник Йоханнана за титул патріарха Алькош помер у 1804 р., Коли його послідовники були настільки зменшені, що вони не обрали для нього жодного наступника, таким чином, Лінія Елії до кінця.
Врешті-решт, у 1830 році, через півтора століття після того, як Святий Престол присвоїв керівництво Халдеями Йосифу I Амідському, він визнав Патріархом Йоханнана, чиє (не спадкове) патріарше правонаступництво з тих пір тривало безперервно в Халдейська католицька церква.

### Пізніша історія Халдейської церкви
У 1838 році курди Сорана напали на монастир Раббан Хормізд і Алкош, мабуть, думаючи, що жителі села несуть відповідальність за вбивство курдського отамана, і вбили понад 300 халдеїв, включаючи Габріеля Дамбо, засновника монастиря, та інших ченців.
У 1846 році Османська імперія, яка раніше класифікувала як несторіанців тих, хто називав себе халдеями, надала їм визнання як окреме просо.
Найвідомішим патріархом халдейської церкви в XIX столітті був Йосип VI Аудо, який пам'ятається також своїми зіткненнями з Папою Пієм IX, головним чином, за його спроби розширити халдейську юрисдикцію над католиками Малабар. Це був період експансії Халдейської католицької церкви.
Діяльність турецької армії та її курдських та арабських союзників, частково у відповідь на збройну підтримку Росії на території патріархату Кочаніс, призвела до розорення також халдейських єпархій Амід, Сіірт та Газарта, а також митрополитів Аддай Шер з Сіірту та Філіп Авраам із Газарти був убитий у 1915 р.).

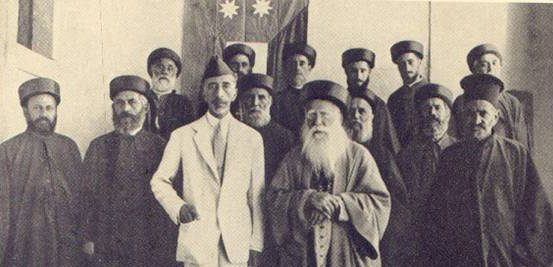
Фейсал Іракський з Мар ЮсеТом VI Еммануїлом II Томасом, патріархом 1900–1947, та халдейськими єпископами
У XXI столітті отець Регід Азіз Ганні, пастор Халдейської церкви Святого Духа в Мосулі, який закінчив Папський університет Святого Томи Аквінського, Ангелікум в Римі в 2003 році з ліценціатом з екуменічного богослов'я, був убитий 3 червня 2007 р. у Мосулі разом з іподияконами Басменом ЮсеТом Даудом, Вахід Ханна Ішо та Гассаном Ісам Бідаудом після того, як він відслужив месу. З тих пір Ганні оголошено Слугою Божим.
Халдейський архиєпископ Паулос Фарадж Раххо та троє супутників були викрадені 29 лютого 2008 року в Мосулі та вбиті через кілька днів.

### XXI століття

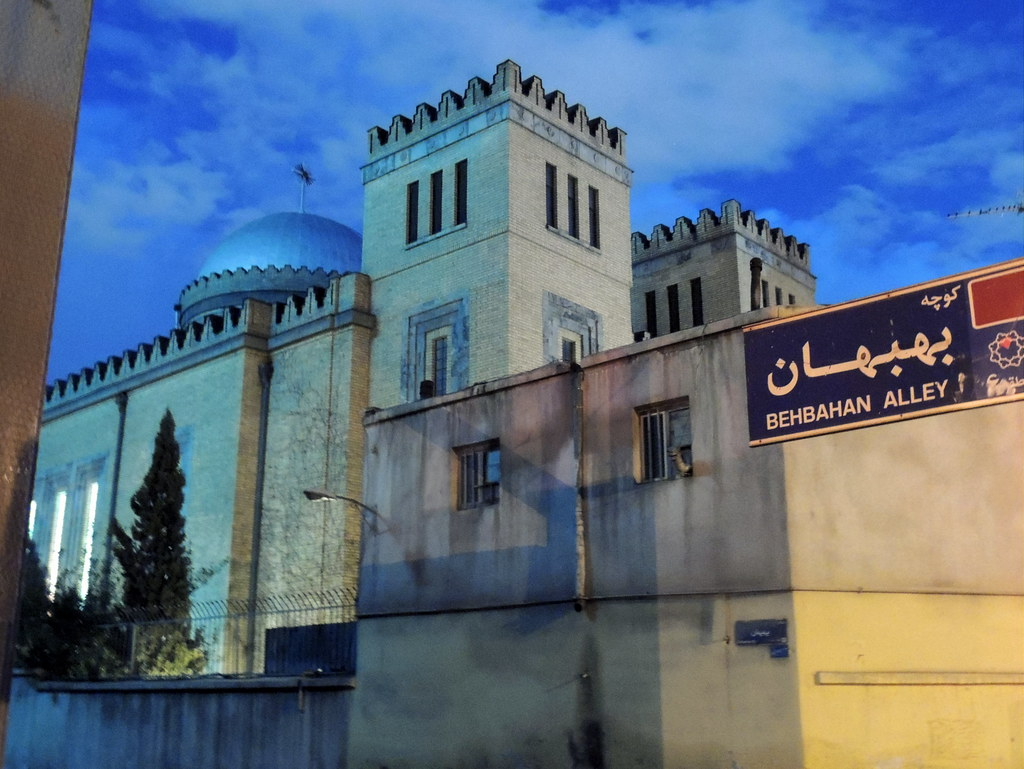
Католицька церква св. Йосипа Халдея, Тегеран

Кандидати в священники навчаються в Багдадській патріаршій семінарії Св. Петра. Семінарія нині не дає вищої богословської освіти. У Багдаді і Мосулі є центри з духовною освіти мирян. Розглядається питання про відкриття в Іраці католицького університету.
Найбільше халдеїв-католиків живе в Багдаді (Ірак). Всього в світі налічується 21 халдейських дієцезій (єпархій), з них 10 — в Іраку, 3 — в Ірані, 2 — в США, по одній в Лівані, Єгипті, Сирії, Туреччини, Австралії та Канаді. У Церкві використовується халдейська (або східно-сирійська) литургика з елементами латинської. Літургійна (богослужбова) мова — сирійська.
Прихильники Халдейської католицької церкви живуть в Іраку, Ірані, Сирії, Лівані, Туреччині, Ізраїлі, Єгипті, США, Австралії, Канаді, Франції та інших країнах. Загальна їх чисельність за даними Annuario Pontificio за 2014 рік перевищує 536 тисяч осіб. У Церкві 17 єпископів, 162 приходів, 156 священників.
До відомих халдеїв-католиків належав Тарік Азіз (справжнє ім'я Міхаїл Юханна), колишній віце-прем'єр Іраку.
На даний момент головою церкви є патріарх Луїс Рафаель I Сако.

## Діаспора

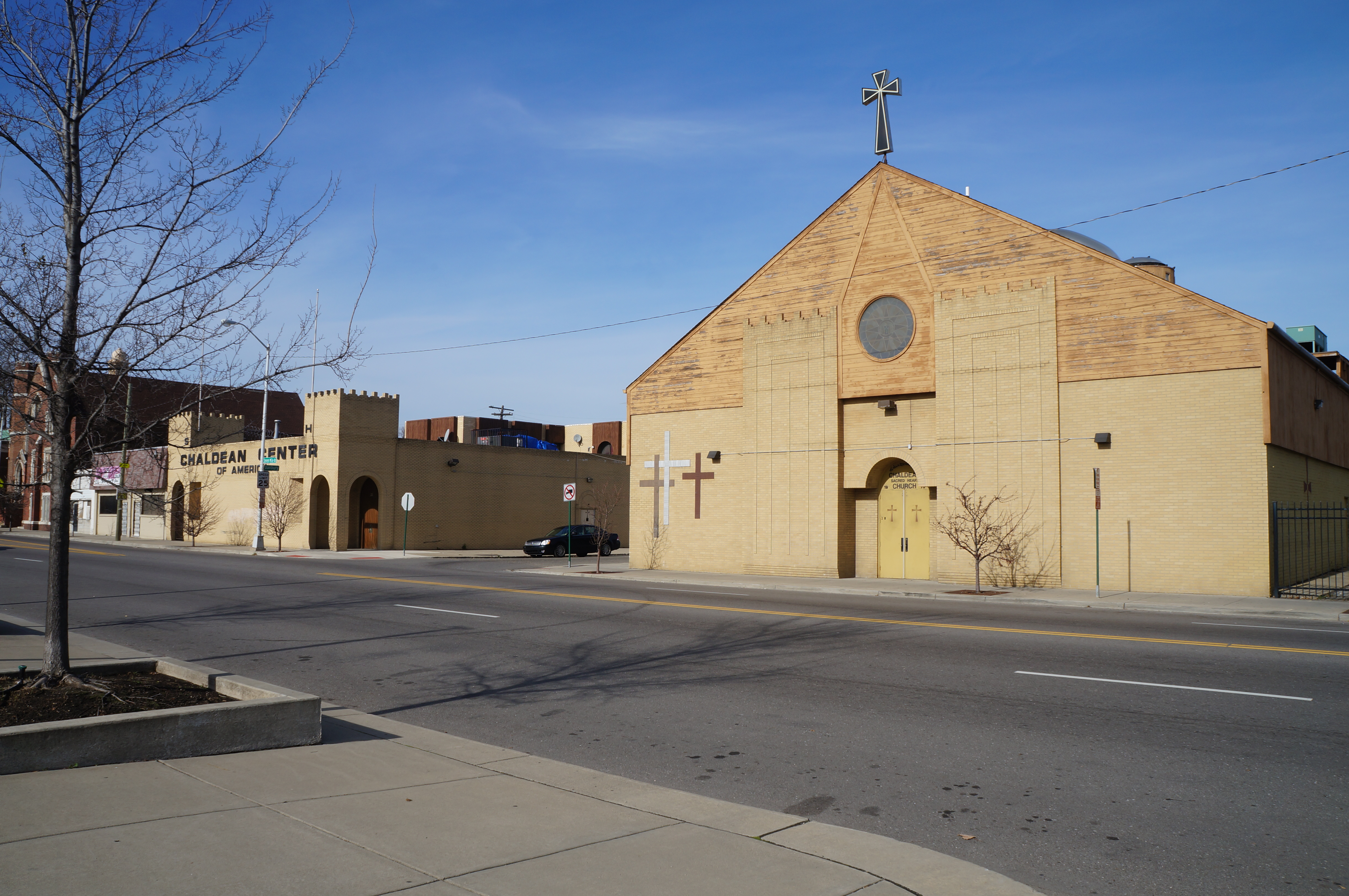
Історична церква та громадський центр, побудований у халдейському місті, районі халдейської діаспори в Детройті

У діаспорі в західному світі багато халдеїв, насамперед в американських штатах Мічиган, Іллінойс та Каліфорнія.
У 2006 році була створена Єпархія Океанії з титулом «Святого Томи Апостола Сіднея Халдейського» з юрисдикцією, включаючи халдейські католицькі громади Австралії та Нової Зеландії. Першим її єпископом, якого Папа Бенедикт XVI назвав 21 жовтня 2006 року, був архієпископ Джибраїл (Джибраїл) Кассаб, до цього часу архієпископ Бассора в Іраці.
Була велика імміграція до Сполучених Штатів, особливо до Західного Блумфілда на південному сході Мічигану. Хоча найбільша кількість населення проживає в південно-східному штаті Мічиган, населення також є в деяких частинах Каліфорнії та Аризони, і всі вони підпадають під єпархію святого апостола Томи Детройтського Томи. В останні роки Канада демонструє зростаючі громади як в східних провінціях, таких як Онтаріо, так і в західних Канадах, таких як Саскачеван.
У 2008 році Бавай Соро з Ассирійської церкви Сходу та 1000 асирійських сімей були прийняті в повне спілкування з Халдейською католицькою церквою.
У п’ятницю, 10 червня 2011 р., Папа Римський Бенедикт XVI звів нову халдейську католицьку єпархію в Торонто, Онтаріо, Канада, і назвав архиєпископа Йоханнана Зору, який майже 20 років працював разом із чотирма священиками з католиками в Торонто (найбільша громада халдеїв). і який раніше був архієпископом ad personam (він збереже це звання на чолі єпархії) та архиєпископом Архієпархії (Архієпархії) Ахваза, Іран (з 1974). Нова єпархія, або єпархія, буде відома як Халдейська католицька єпархія Мар Аддай. У Канаді налічується 38 000 католиків-халдеїв. Архієпископ Зора народився в Батнаї, Ірак, 15 березня 1939 р. Він був висвячений в 1962 р. І працював в іракських парафіях до переведення в Іран в 1969 р.
Австралійський перепис населення 2006 року нарахував у цій країні 4498 католиків-халдеїв.

## Організація
Халдейська католицька церква має такі єпархії:
- Вавилонський патріархат
- Митрополичі архієпархії Багдада, Кіркука, Тегерана, Урмії
- Архиєпархії Ахваз, Басра, Діярбакир, Ербіль, Мосул
- Єпархії в Алеппе, Алькуш, Амадія, Акра, Бейрут, Каїр, Святого Апостола Петра Сан-Дієго, Святого Апостола Томи Детройта, Халдейська Католицька Єпархія Мар Аддай Торонто, Святого Апостола Томи Сіднея, Салмас, Сулейманія, Заху
- Території у підпорядкуванні патріарха: Єрусалим, Йорданія

Латинська назва церкви — Ecclesia Chaldaeorum Catholica.

## Літургія
Халдейська католицька церква використовує східно-сирійський обряд.
Невелика реформа літургії почала діяти з 6 січня 2007 р., і вона мала на меті об’єднати різноманітне використання кожної парафії, усунути багатовікові доповнення, які просто імітували римський обряд, і з пастирських міркувань. Основними елементами варіацій є: анафора, яку вголос промовив священник, повернення до старовинної архітектури церков, відновлення давнього вжитку, де хліб і вино готуються перед початком богослужіння, та вилучення з Символу віри Filioque.

## Екуменічні відносини
Відносини Церкви з асирійцями в Ассирійській Церкві Сходу покращилися за останні роки. У 1994 р. Папа Римський Іоанн Павло ІІ та Патріарх Східної Ассирійської церкви Дінка IV підписали Спільну христологічну декларацію. 20 липня 2001 р. Святий Престол видав документ, за погодженням з Ассирійською Церквою Сходу, під назвою Настанови щодо прийому до Євхаристії між Халдейською Церквою та Ассирійською Церквою Сходу, який підтвердив також дійсність Анафори Аддая та Марі.
У 2015 році, коли патріархат Ассирійської церкви Сходу був вакантним після смерті Дінки IV, халдейський патріарх Луї Рафаель I Сако запропонував об'єднати три сучасні патріархати у відновлену Східну Церкву з єдиним Патріархом у повному обсязі спілкування з Папою Римським. Ассирійська церква Сходу проігнорувала його пропозицію і приступила до обрання нового патріарха.